# Nicky Astria
Nastiti Karja Dewi (Bandung, Java occidental; 18 de octubre de 1967), más conocida por su nombre artístico como Nicky Astria, es una cantante indonesia de rock.

## Biografía
Dewi nacida en 1967 en Bandung, es descendiente de sondaneses cuyo padres eran Tatang Kosasih Wirahadimaja, un maestro de escuela, y Andrina Heryati, una música tradicional. Dewi era calificada como una marimacho en su juventud por su manera de vestirse. En 1972, enviaron a su padre para dirigir una escuela indonesia en la embajada de Indonesia en Kuala Lumpur, Malasia. Dewi, aunque tenía la edad para comenzar el jardín de infantes, estaba inscrita en el primer grado. Al parecer, tuvo problemas inicialmente, ya que su familia hablaba sundanés en su casa y, por lo tanto, tenía dificultades para entender las lecciones de idioma de Indonesia.
Nicky estaba casada con Satria Kamal, hijo de un político indonesio conocido como "Mamay". El matrimonio con la cantante, llegó a su fin por el problema que estaba atravesando su exesposo. A pesar de eso, ella tuvo dos hijos llamados, Obit (Zana Chobhita Arethusa) y Oneal (Bhatari Hana Amadea). Nicky Astria rehízo su vida nuevamente y se volvió a casar con Hendra Priyadi Sumartoyo, dueño de un estudio de grabación, el 21 de junio de 2003, aunque su matrimonio solo duró 15 meses y en septiembre de 2004 se divorciaron.
Por tercera vez se volvió a casar nuevamente con Gunanta Afrina, el 5 de julio de 2005 y dio a luz de una niña el 4 de abril de 2007.

## Carrera
Astria comenzó a dedicarse a la música en 1975, mientras su familia residía en Kuala Lumpur, Malasia. Después de varios años de participar en festivales y tomando clases de canto, en 1984 ella firmó contrato con el sello AMK Records. Aunque su primer disco no tuvo tanto éxito, cuando ella encontró el éxito con su segundo y tercer álbum, como Jarum Neraka y Tangan-Tangan Setan.
Bruce Emond, un periodista del periódico "The Jakarta Post", la describió como una de las artistas más exitosa de la música de los años 1980", mientras que el guitarrista y compositor, Ian Antono, la denomino como una de las mejores intérpretes femeninas del género pop rock, a quien jamás había escuchado.  Dos de sus temas musicales titulados como, "Jarum Neraka" y "Tangan-Tangan Setan" (ambos lanzados en 1985), han sido denominados como unas de las mejores canciones inolvidables de todos los tiempos por la revista Rolling Stone de Indonesia en 2009.

## Discografía
- 1984 - Semua Dari Cinta
- 1985 - Jarum Neraka
- 1986 - Tangan Tangan Setan
- 1987 - Gersang
- 1988 - Matahari dan Rembulan
- 1989 - Bidadari
- 1990 - Jangan Bedakan Kami bersama Pakarock
- 1990 - Bias Sinar
- 1991 - Gelombang Kehidupan
- 1992 - Rumah Kaca
- 1993 - Gairah Jiwa
- 1995 - Negeri Khayalan
- 1996 - Jangan Ada Luka
- 1998 - Kau
- 1999 - Suka
- 1999 - Jangan Ada Angkara
- 2003 - Kemana? (Logiss Record)
- 2012 - Retrospective (PLatinum Records)